# Marnay (Vienne)
Marnay é uma comuna francesa na região administrativa da Nova Aquitânia, no departamento de Vienne. Estende-se por uma área de 45,1 km². Em 2010 a comuna tinha 718 habitantes (densidade: 15,9 hab./km²).